# Магнификат
Магнификат (от лат. „Magnificat anima mea Dominum“) е религиозна песен (кантика), посветена на Дева Мария, използвана в католическата и англиканската църква. Описват се събитията около Благовещението, разказани в Евангелие от Лука (1:46-55). По текста на латински език много композитори пишат музикални творби със същото име, сред които са Йохан Себастиан Бах, Карл Филип Емануел Бах, Йохан Кунау, Ян Дисмас Зеленка, Клаудио Монтеверди, Антонио Вивалди, Сергей Рахманинов и др.

## Текст
Оригиналният текст на „Магнификат“ е на гръцки език, но в Западната църква е преведен и се използва на латински език. Името идва от първата дума в текста.
На гръцки език:
Μεγαλύνει ἡ ψυχή μου τὸν Κύριον
καὶ ἠγαλλίασεν τὸ πνεῦμά μου ἐπὶ τῷ Θεῷ τῷ σωτῆρί μου,
ὅτι ἐπέβλεψεν ἐπὶ τὴν ταπείνωσιν τῆς δούλης αυτοῦ.
ἰδού γὰρ ἀπὸ τοῦ νῦν μακαριοῦσίν με πᾶσαι αἱ γενεαί,
ὅτι ἐποίησέν μοι μεγάλα ὁ δυνατός,
καὶ ἅγιον τὸ ὄνομα αὐτοῦ,
καὶ τὸ ἔλεος αὐτοῦ εἰς γενεὰς καὶ γενεὰς
τοῖς φοβουμένοῖς αυτόν.
Ἐποίησεν κράτος ἐν βραχίονι αὐτοῦ,
διεσκόρπισεν ὑπερηφάνους διανοίᾳ καρδίας αὐτῶν·
καθεῖλεν δυνάστας ἀπὸ θρόνων
καὶ ὕψωσεν ταπεινούς,
πεινῶντας ἐνέπλησεν ἀγαθῶν
καὶ πλουτοῦντας ἐξαπέστειλεν κενούς.
ἀντελάβετο Ἰσραὴλ παιδὸς αὐτοῦ,
μνησθῆναι ἐλέους,
καθὼς ἐλάλησεν πρὸς τοὺς πατέρας ἡμῶν
τῷ Αβραὰμ καὶ τῷ σπέρματι αὐτοῦ εἰς τὸν αἰῶνα.
На латински език:
Magnificat anima mea Dominum,
et exsultavit spiritus meus in Deo salvatore meo,
quia respexit humilitatem ancillae suae.
Ecce enim ex hoc beatam me dicent omnes generationes,
quia fecit mihi magna, qui potens est,
et sanctum nomen eius,
et misericordia eius in progenies et progenies
timentibus eum.
Fecit potentiam in brachio suo,
dispersit superbos mente cordis sui;
deposuit potentes de sede
et exaltavit humiles;
esurientes implevit bonis
et divites dimisit inanes.
Suscepit Israel puerum suum,
recordatus misericordiae,
sicut locutus est ad patres nostros,
Abraham et semini eius in saecula.